# Asher Fisch
Ascher Fisch (Gerusalemme, 1959) è un direttore d'orchestra israeliano.
In Italia è noto soprattutto per aver diretto nel 2006 il concerto di Jonas Kaufmann al Teatro Massimo Vittorio Emanuele di Palermo e nella stagione 2007/2008 al Teatro San Carlo di Napoli, il Parsifal di Wagner. È sposato con la cantante Linda Pavelka. La coppia ha una figlia.

## Discografia
- 1997 - Placido Domingo - The Royal Opera (EMI Classics – 7243 5 56337 2 9)
- 2006 - Das Rheingold (Melba Recordings – MR 301089-90), pubblicato in Australia
- 2006 - Die Walküre (Melba Recordings – MR 301091-94), pubblicato in Australia
- 2012 - Liszt Wagner Paraphrases (Melba Recordings – MR 301141), pubblicato in Australia
- 2012 - Der Ring des Nibelungen: Highlights (Melba Recordings – MR 301133-34), pubblicato in Australia
- 2014 - Der Ring des Nibelungen (Seattle Opera – AV2313), pubblicato negli Stati Uniti d'America
- 2015 - The Little Match Girl (PentaTone – PTC 5186 480), pubblicato nei Paesi Bassi
- 2016 - Dolce vita di Jonas Kaufmann (Sony Classical - 88875183642)
- 2018 - Shining Knight (ABC Classics – ABC 481 7129), pubblicato in Australia e Nuova Zelanda